# Cremastus stenotus
Cremastus stenotus är en stekelart som beskrevs av Dasch 1979. Cremastus stenotus ingår i släktet Cremastus och familjen brokparasitsteklar. Inga underarter finns listade i Catalogue of Life.